# Gorenjsko domobranstvo
Gorenjsko domobranstvo ali Gorenjska samozaščita (nemško Oberkrainer Landschutz) je bila paravojaška organizacija na Gorenjskem, ki je med drugo svetovno vojno kolaborirala z nemškim okupatorjem.
Prve domobranske postojanke na Gorenjskem so nastale pozimi 1943/44 v Poljanski dolini, do konca vojne pa je njihovo število na Gorenjskem naraslo na okrog štirideset. Delovale so podobno kot vaške straže v Ljubljanski pokrajini in so bile podrejene lokalnim uradom nemške tajne policije (Gestapo). Naloga enot Gorenjskega domobranstva je bila uničevanje terenskih organizacij, kurirskih zvez ... Za ofenzivno delovanje proti partizanskim enotam je bila ustanovljena posebna udarna četa. Najpomembnejši sta bili postojanki v Škofji Loki in v Kranju. V Kranju je bilo locirano tudi skupno poveljstvo Gorenjskega domobranstva, od jeseni 1944 pa tudi sedež posebnega Centra Gorenjskega domobranstva.
Ocenjuje se, da je okoli 28% vseh gorenjskih domobrancev izšlo iz vrst nekdanjih partizanov.